# Rjavček
Rjávček je pecivo iz jajc, masla, čokolade in kakava v prahu. Rjavčki so lahko različnih oblik in so lahko glede na gostoto karamelni ali tortni. Rjavčki imajo pogosto, vendar ne vedno, na zgornji skorji sijočo »kožo«. Vsebujejo lahko tudi oreščke, glazuro, čokoladne koščke ali druge sestavine. Različica, ki v testu namesto čokolade vsebuje rjavi sladkor in vanilijo, se imenuje blondinček. Rjavčka so razvili v Združenih državah Amerike konec 19. stoletja in ga tam popularizirali v prvi polovici 20. stoletja.
Brownies are typically eaten by hand, and may be accompanied by a glass of milk, served warm with ice cream (à la mode), topped with whipped cream, or sprinkled with powdered sugar. In North America, they are common homemade treats and they are also popular in restaurants, ice cream parlors, and coffeehouses.
Brownies se običajno jedo z roko in se lahko postrežejo s kozarcem toplega mleka, sladoledom na vrhu in s stepeno smetano ali s posipanim sladkorjem v prahu. V Severni Ameriki so pogosta domača poslastica, priljubljeni pa so tudi v restavracijah, sladoledarnah in kavarnah.